# Andrea Caso
Andrea Caso (Napoli, 9 settembre 1985) è un politico italiano.

## Biografia

### Elezione a deputato
Alle elezioni politiche del 2018 viene eletto alla Camera dei Deputati nel collegio uninominale di Pozzuoli, sostenuto dal Movimento 5 Stelle.
Il 21 giugno 2022 abbandona il Movimento per aderire a Insieme per il futuro, a seguito della scissione guidata dal ministro Luigi Di Maio.